# Aston Martin DBX

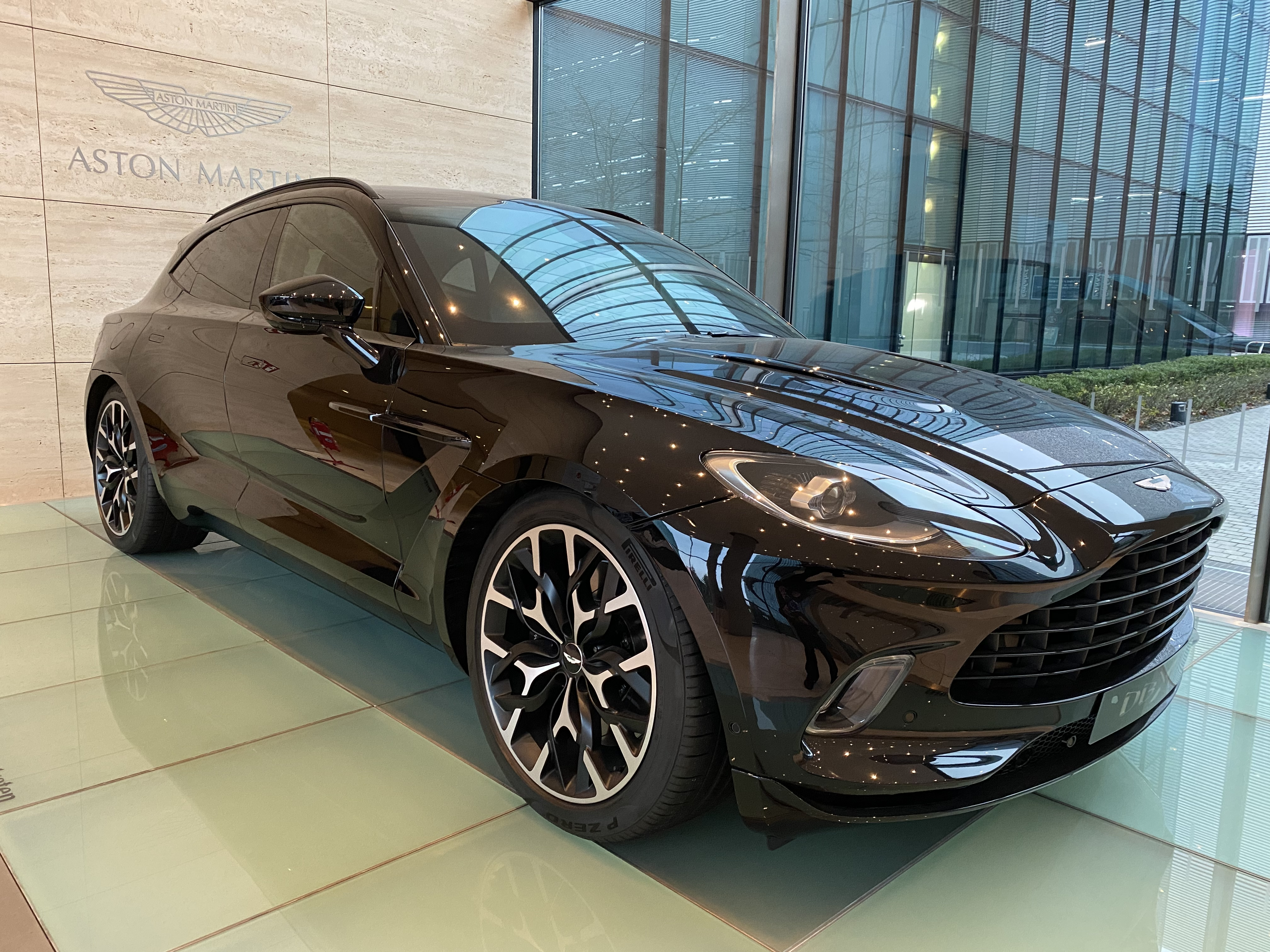
Aston Martin DBX

Aston Martin DBX je středně velké auto, s motorem vpředu, pohon všech kol, luxusní crossover vyrábí britský výrobce luxusních vozů Aston Martin. Výroba byla oficiálně zahájena 9. července 2020.

## Návrh
DBX je první automobil vyrobený v novém závodě Aston Martin ve St Athanu ve Walesu. Podle výkonného viceprezidenta a hlavního kreativního ředitele Marka Reichmana se rozvor modelu DBX táhne co nejvíce ven, aby mohla být kola umístěna v rozích vozidla, což díky nízké linii střechy vytváří iluzi menšího vozu, který pomáhá spíše vytvářet tradiční tvar Aston Martin. DBX je vybaven dveřmi s křídlovými závěsy, zatímco přední maska je největší, jakou kdy Aston Martin měl.

## Specifikace a výkon

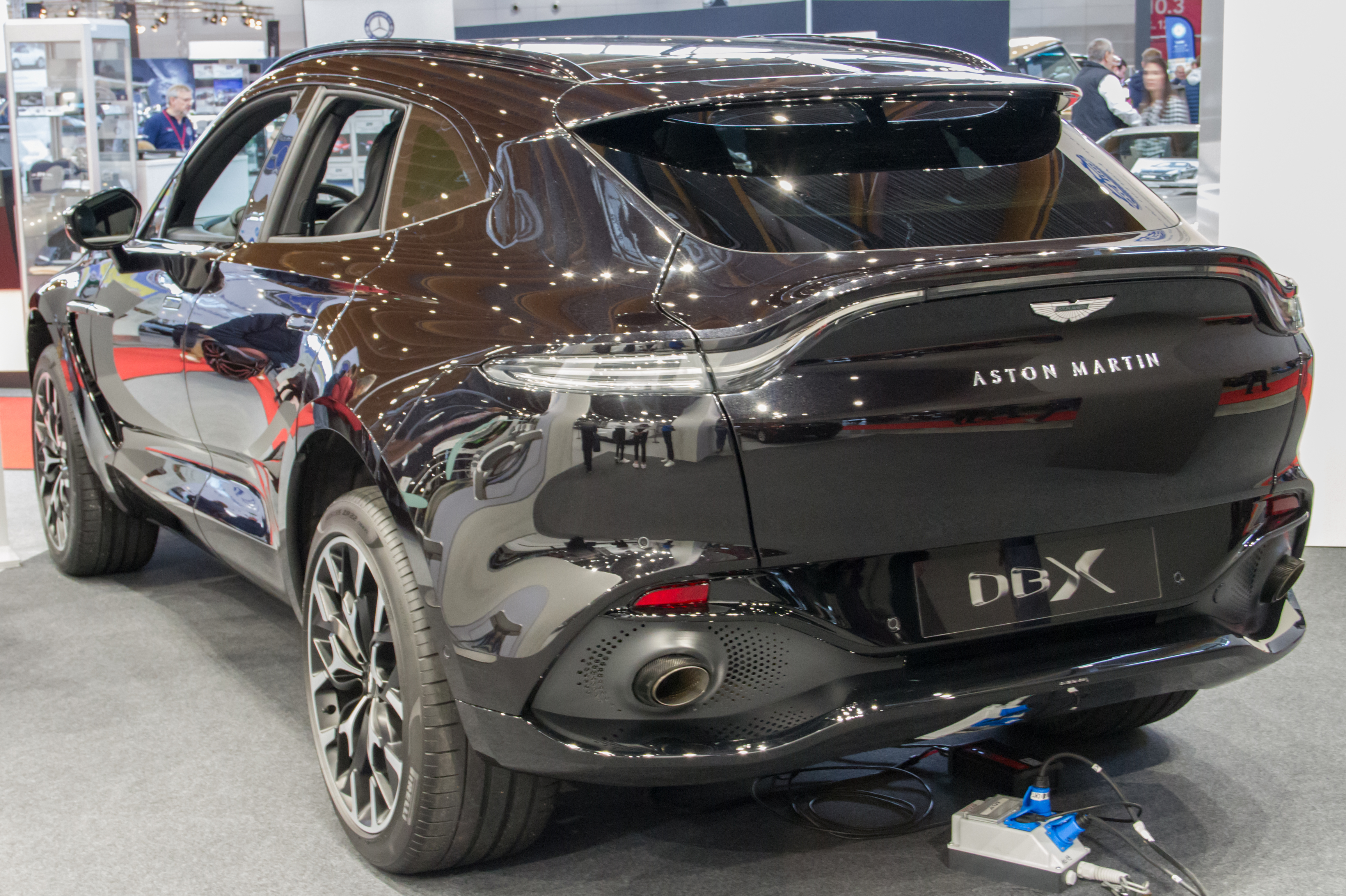
Aston Martin DBX

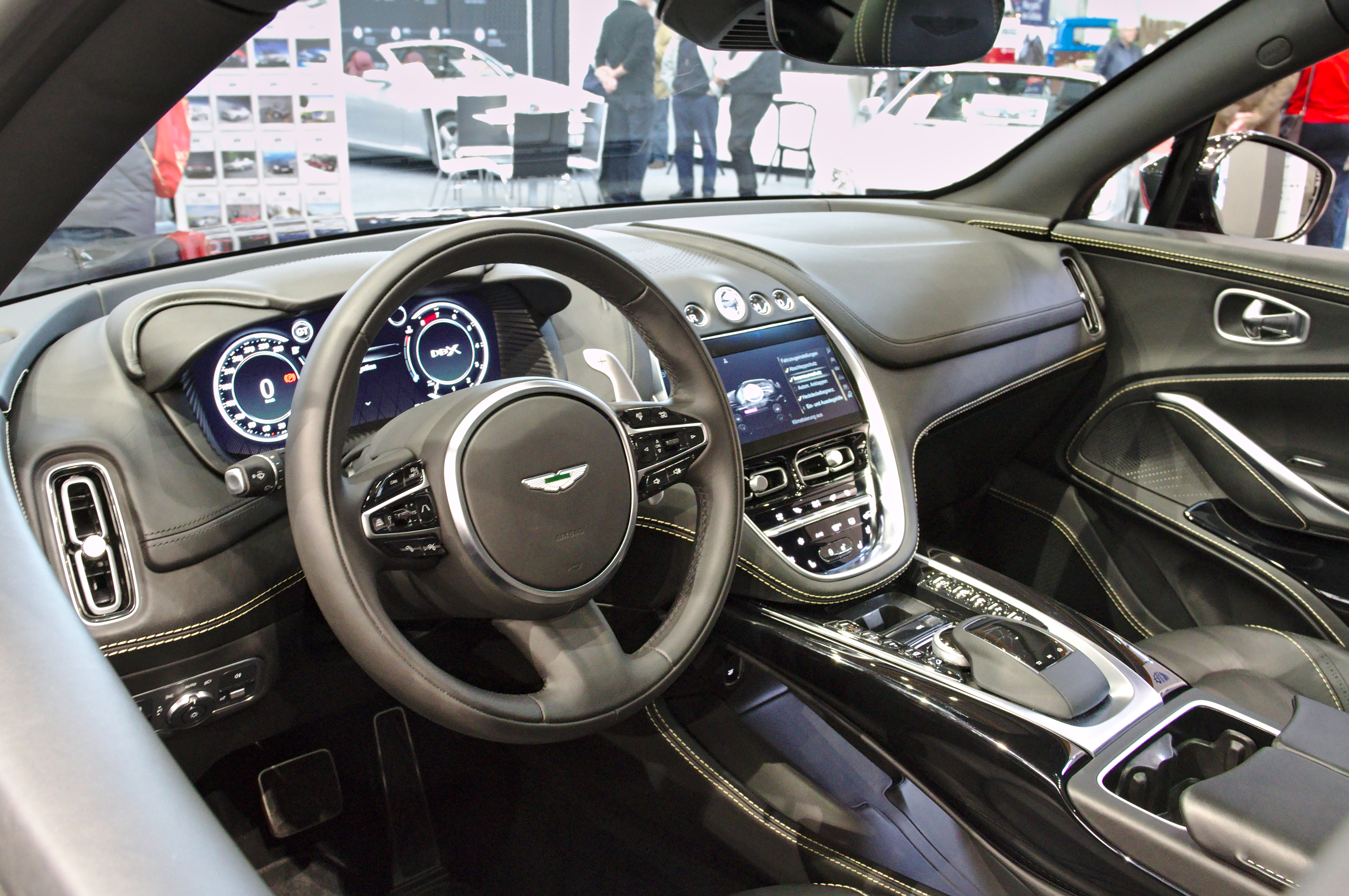
Aston Martin DBX

Zatímco souvisí s Vantage , DBX je postaven na vlastní vyhrazené platformě. Stejně jako ostatní modely Aston Martin je vyroben z lepených hliníkových panelů a výlisků. Pohonné jednotky a informační technologie si půjčil od společnosti Mercedes-Benz. Model DBX využívá Mercedes-AMG M177 s objemem 4,0 litru, dvěma turbodmýchadly, který má výkon 405 kW a točivý moment 700 N⋅m. DBX je schopen zrychlit z 0–100 km / h za 0-4 sekund a dosáhnout maximální rychlosti 292 km / h. Standardem je 9stupňová automatická převodovka a výkon přívěsu je stanoven na 2 700 kg. 48voltový systém elektrického aktivního nárazu působí proti náklonu karoserie při prudkém zatáčení a vozidlo má pět jízdních režimů: výchozí GT, Sport, Sport Plus, Terrain a Terrain Plus s dalším režimem Access. Aktivní středová převodovka směruje točivý moment na přední nápravu, pokud je to nutné, a je zde také elektronický zadní diferenciál s omezeným prokluzem. Standardem jsou adaptivní tlumiče a vzduchové pružiny se třemi komorami, které nabízejí značný rozsah nastavení výšky.

## Lékařské auto Formule 1
V roce 2021 bylo oznámeno, že DBX se stane oficiálním lékařským vozem Formule 1 a připojí se k Mercedes C63S AMG Estate Medical Car. Lékařské auto DBX má britský závodní zelený odstín s neonově žlutými akcenty. Rovněž se připojí k Aston Martin Vantage jako součást nové bezpečnostní flotily formule jedna.